# Gerhard Palm
Gerhard Palm, né le 1er décembre 1946 à Murrange est un homme politique belge germanophone, membre du PJU-PDB.
Il est licencié et agrégé en philologie classique (Liège). Enseigne le latin et le grec depuis 68. Il fut cofondateur du PDB.

## Fonctions politiques
- 1977-     : conseiller communal à Bullange
- 1989-2006 : bourgmestre de Bullange
- 1974-2014 : membre du Parlement de la Communauté germanophone de Belgique.